# اوشان، فشم، میگون
اوشان، فشم، میگون یا شهر رودبار قصران (معرّب رودبار کوهسران) یکی از شهرهای شهرستان شمیرانات و مرکز بخش رودبار قصران در استان تهران است. شهر اوشان، فشم، میگون دارای سه محله اصلی با نام‌های فشم، ‌اوشان و میگون می‌باشد. در گفتار عامیانه این شهر بیشتر با نام اوشون فشم  مشهور است.
اوشان، فشم، میگون باغ‌شهری در ۲۵ کیلومتری شمال شرقی شهر تهران بوده و در میان رشته کوه البرز قرار دارد. این شهر عموماً کوهپایه‌ای و سردسیری بوده و هوای آن در بهار و تابستان معتدل و در زمستان و پائیز بسیار سرد و پربارش می‌باشد.
بارش سنگین برف در زمستان منجر شده در شمال این شهر سه پیست اسکی شمشک، دربندسر و دیزین به‌وجود آید.
این شهر یکی از مراکز تفریحی تهران بوده و تعداد زیادی رستوران و قهوه‌خانه در آن قرار دارد. در این شهر به عنوان یکی از ییلاقات تهران، ویلاسازی‌های زیادی صورت گرفته‌است.
روستاهای ایگل، باغگل، آهار و شکرآب در مسیر بعد از اوشان، فشم، میگون و همچنین روستاهای امامه در مسیر دو راهی امامه (نرسیده به فشم) و در مسیر سمت راست میدان فشم روستای روته و بعد به روستای زایگان (زاگون) می‌رسیم، لازم است ذکر شود در دوراهی زایگان سمت چپ به سمت روستا لالان (شمیرانات) و مستقیم روستا آبنیک (اونک)، گرمابدر و دشت لار و در مسیر چپ از دوراهی فشم شهر میگون و شهر دربندسر از مناطق تفریحی‌اند.

## جمعیت
جمعیت این شهر در سرشماری سال ۱۳۹۰ ایران ۷۹۹۴ نفر شامل ۴۱۵۳ مرد، ۳۸۴۱ زن و ۲۵۰۹ خانوار بوده‌است.

## محدوده شهر
شهر اوشان، فشم، میگون که گاه به اختصار با نام شهر رودبارقصران از آن یاد می‌گردد در بدو تأسیس در سال ۱۳۳۸ از سه محله اوشان، فشم و میگون تشکیل شده بود و به همین جهت اسم رسمی شهر شامل نام هر سه محله مزبور (روستاهای سابق) می‌شد ولی بعد از گسترش شهر و محدوده قانونی آن به مرور زمان و تصویب وزارت کشور بخشهایی از برخی از روستاهای اطراف در رودبارقصران عملاً به حوزه شهری اضافه شدند که از آنجمله رودک، امین آباد، کلوگان و غیره هستند.

## زبان گفتاری

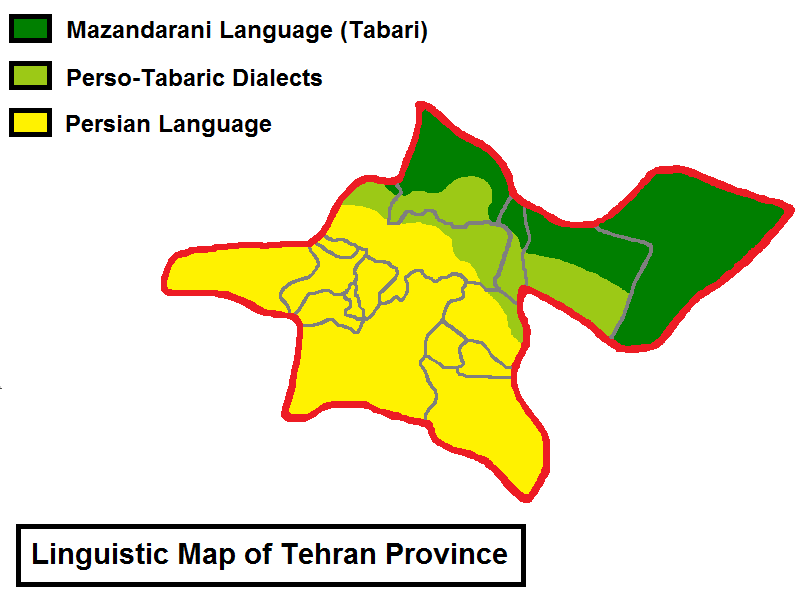
نقشهٔ زبانی استان تهران ،رنگ سبز تیره زبان مازندرانی ، رنگ سبز روشن گویش های فارسی-مازندرانی (تجریشی، لواسانی و دماوندی)، رنگ زرد زبان فارسی

دانشنامه ایرانیکا درباب زبان منطقه قصران آورده است که باید به دو بخش باید تقسیم شود . زبان بومیان شمال و شمال شرق منطقه بخش درونی قصران نزدیکی بسیار زیادی به زبان مازندرانی دارد. گویش منطقه جنوبی از اوشان در مرکز تا جیرود و تجریش در جنوب شمیران  گونه ای فارسی-مازندرانی است و ویژگی های زبان‌های کاسپین را دارد شماری از پژوهشگران نیز زبان گفتاری مردم اوشان و فشم و میگون را عینا همان زبان مازندرانی قلمداد کرده اند  .حسین کریمان در جلد دوم کتاب قصران کوهسران آورده‌است :منطقه قصران باستانی شامل مناطق اوشان، فشم، دربندسر، گاجره و روستاهای کوهپایه‌ای توچلال تا مناطق غربی رودخانه جاجرود. زبان عمومی مردم قصران لهجه‌ای از زبان باستانی پهلوی است که زبان طبری یا مازندرانی، که از ریشهٔ زبانهای دیرین ایرانی است، و عربی و اندکی ترکی، بدان درآمیخته و از زبان دری نیز در قرون اسلامی تأثیر یافته‌است، و هر چه از ری به مازندران نزدیک تر شوند بر میزان لهجهٔ مازندرانی به همان نسبت افزوده می‌شود، چنان‌که در لهجهٔ میگون و شهرستانک و لالان و زایگان و روته و گرمابدر و شمشک و دربندسر لهجهٔ مازندرانی غلبه دارد.

## نگارخانه

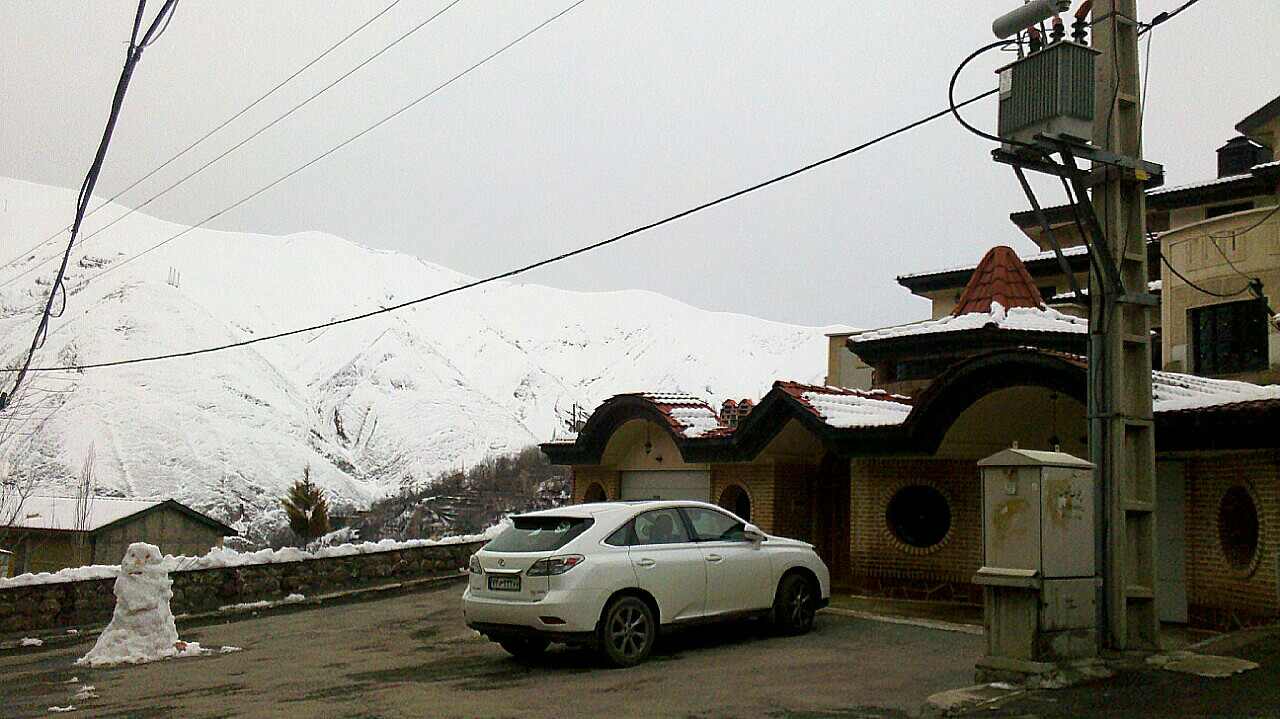
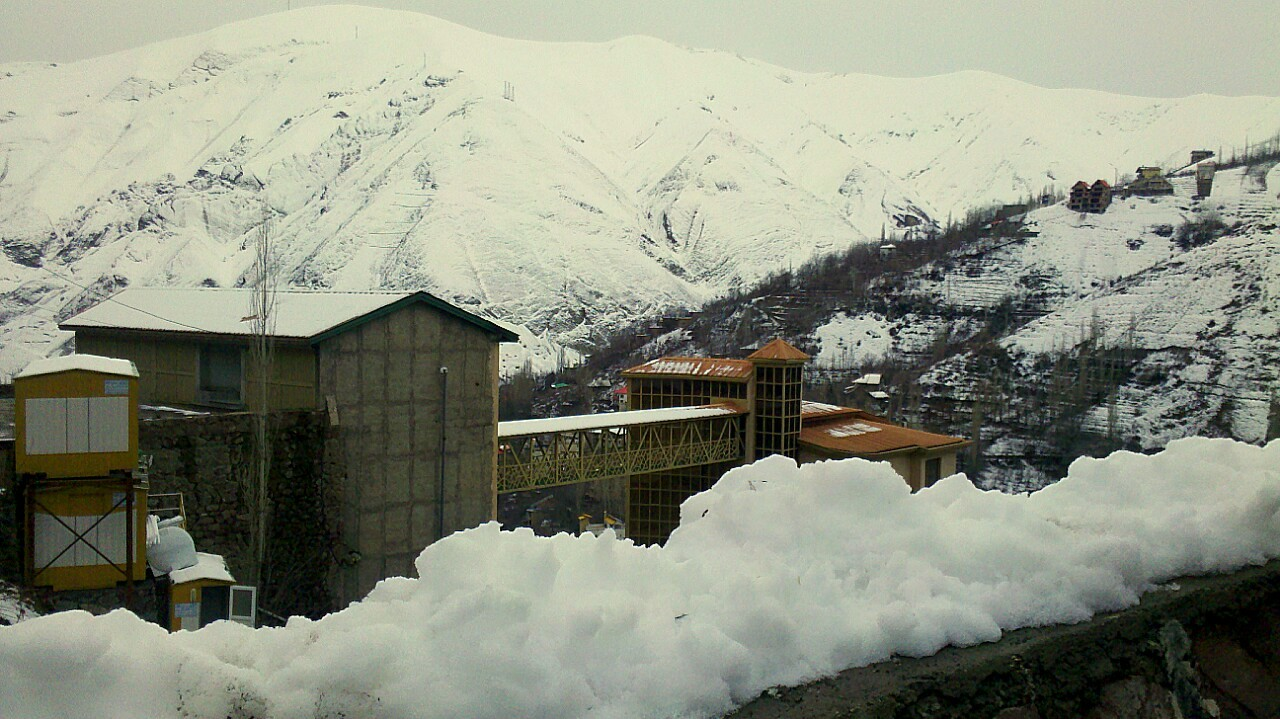
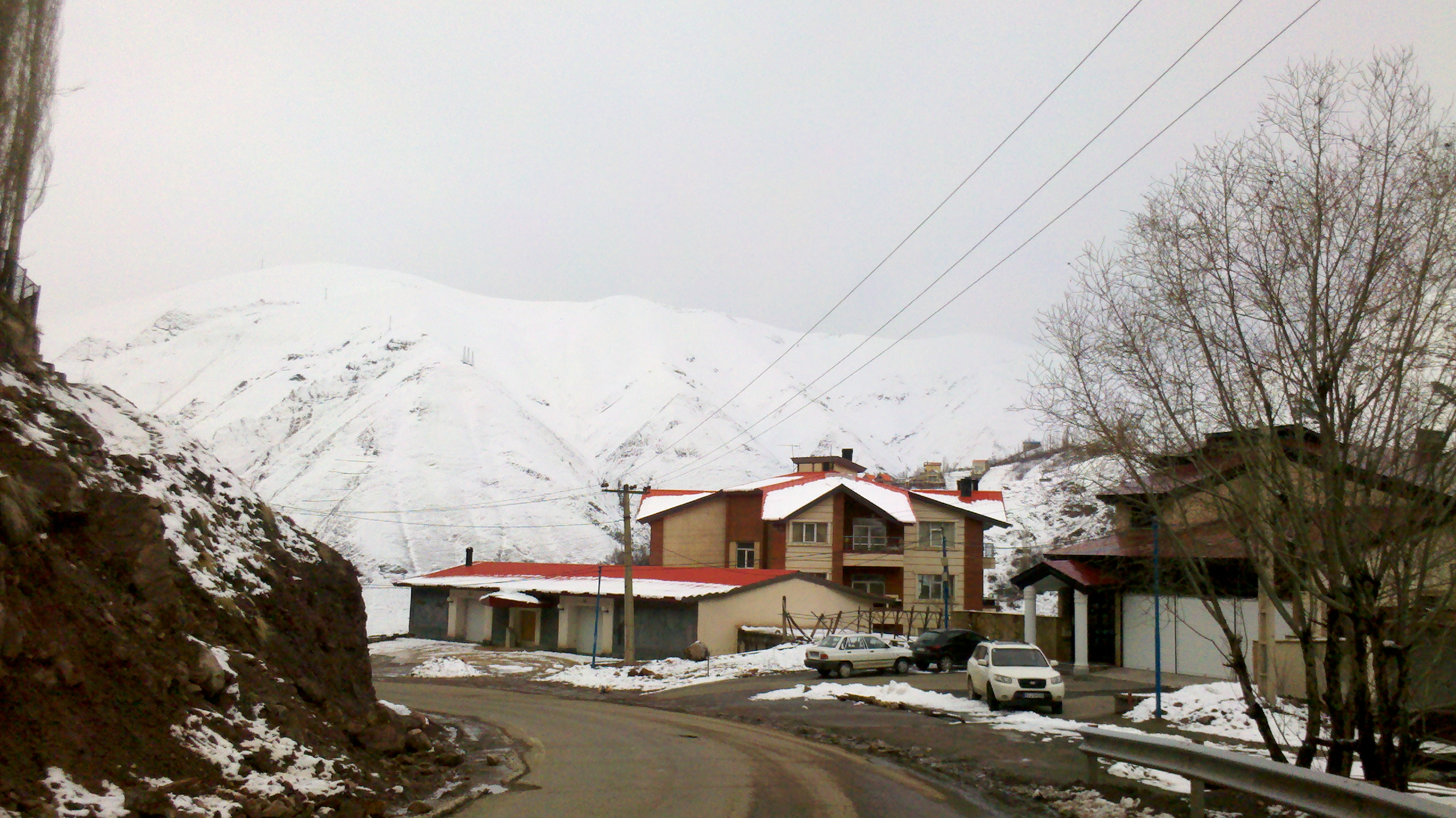